# Tadeusz Janiszewski (pilot)
Tadeusz Janiszewski (ur. 10 maja 1899 w Krakowie, zm. 9 grudnia 1980 w Forest Hills w stanie Nowy Jork) – kapitan obserwator inżynier Wojska Polskiego, kawaler Orderu Virtuti Militari.

## Życiorys
Syn Tomasza i Anieli z domu Tomek. 2 stycznia 1917. jako niepełnoletni uciekł z domu i wstąpił do Legionów Polskich. W listopadzie 1918 roku zgłosił się do odrodzonego Wojska Polskiego. Otrzymał przydział do Inspektoratu Wojsk Lotniczych w Warszawie. W 1919 roku został skierowany na kurs do Oficerskiej Szkoły Obserwatorów Lotniczych, następnie został przydzielony do 5. Eskadry Wywiadowczej w charakterze obserwatora.
5 lipca wykazał się brawurową odwagą podczas ataku na poddziały Armii Czerwonej pod Płoskirowem. Pomimo odniesionej rany doprowadził do wyrwania się polskiego oddziału z okrążenia. Już po trzech dniach powrócił do latania bojowego, w następnych dniach wykonał szereg lotów bojowych. Wyróżnił się podczas obrony Lwowa, kiedy to skutecznie atakował bombami i ogniem broni maszynowej oddziały nieprzyjacielskiej jazdy.

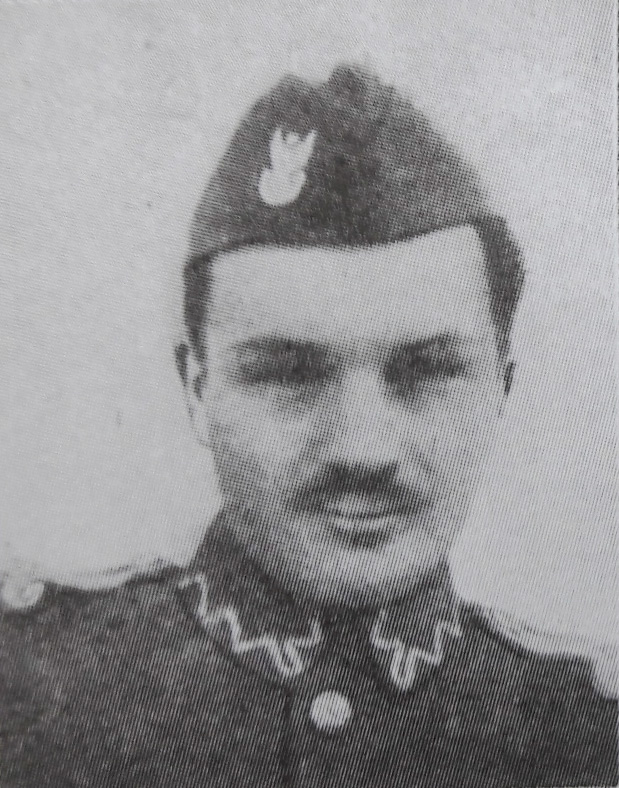
Tadeusz Janiszewski ppor. pilot-obs. (1920)

Po zakończeniu działań wojennych pozostał w Wojsku Polskim, ale już w październiku 1922 roku otrzymał bezterminowy urlop z wojska w celu podjęcia studiów na Politechnice Warszawskiej. Po ich ukończeniu otrzymał tytuł inżyniera hydrotechnika i pracował w Instytucie Badań Technicznych Lotnictwa oraz na Politechnice Warszawskiej. Nie stracił kontaktu z lotnictwem. Posiadał przydział w rezerwie do 2. pułku lotniczego w Krakowie. 29 stycznia 1932 roku został mianowany kapitanem ze starszeństwem z 2 stycznia 1932 roku i 2. lokatą w korpusie oficerów rezerwowych aeronautycznych.

Dalsze jego losy nie są bliżej znane.

## Ordery i odznaczenia
- Krzyż Srebrny Orderu Wojskowego Virtuti Militari nr 8114 (27 lipca 1922)[12]
- Krzyż Walecznych[13]
- Srebrny Krzyż Zasługi (11 listopada 1934)[14]
- Polowa Odznaka Obserwatora nr 67 (11 listopada 1928)[15]